# Oscar Piris
Oscar Piris (ur. 6 czerwca 1989 w Formosie) – argentyński piłkarz, grający na pozycji obrońcy.

## Kariera piłkarska

### Kariera klubowa
Wychowanek klubu Sol de América, w barwach którego w 2013 rozpoczął zawodową karierę piłkarską. W lipcu 2016 przeszedł do drugoligowego Mitre. 20 lipca 2018 został piłkarzem Arsenału Kijów. 23 stycznia 2019 przeszedł do CA Torque.